# ビクター/ビクトリア
『ビクター/ビクトリア』（Victor Victoria）は、1982年に公開された、 ミュージカル映画である。この映画には異性装と性同一性がメインテーマとなっている。
ブレイク・エドワーズ（アンドリュースの夫）とHans Hoemburgが書いたこの映画の脚本は、ラインハルト・シュンツェル監督の1933年のドイツ映画『カルメン狂想曲
』（Viktor und Viktoria（1933年 映画 ドイツ））
が基になっている。
1995年にはこの映画のブロードウェイ・ミュージカル版が公開された。
なお、この映画は7つの部門でアカデミー賞ノミネートを受け、アカデミー作曲賞を受賞した。
imdbによると、ロバート・プレストンは、最後のミュージカルナンバー「The shady dame from seville」(セビリアから来た影のある女)をワンテイクでこなした。そのため、ナンバーの後半は本当に息切れし、明らかに大量の汗をかいていた。

## あらすじ
1934年冬のパリ、同棲中の男リチャードと言い合いをしたゲイの初老エンターティナー、トディ(ロバート・プレストン)は、浮かぬ気分でモンマルトルのアパートを出た。勤め先のナイト・クラブ「シェ・ルイ」に行くと、一人の女が経営者ラビス(ピーター・アーン)の前でオーディションを受けていた。彼女の名前はヴィクトリア(ジュリー・アンドリュース)。ワイングラスが割れるほどのすごい（コロラトゥーラ（コロラチューラ））ソプラノ（Gフラット（変ト））の持ち主。だが、そんな正統派の声など店には必要なかった。
　その後、「シェ・ルイ」では、歌っていたトディが、店にやってきたリチャードらと一悶着を起こし、大乱闘。警察が駆けつけて店は一週間の営業停止となり、トディは即刻クビになってしまった。
　その足で近くのレストランに入ったトディは、先のヴィクトリアがゴキブリを使った無銭飲食を企てていることを打ち明けられる。共謀することにした二人は、一旦は失敗しかけたものの、ゴキブリが近くの席のレディの足にはりついたことから、店は蜂の巣をつついたような大騒ぎ。ドサクサに紛れて雨中に飛び出した二人は、トディのアパートに一目散。
　安物の服がすっかり縮んでしまったヴィクトリアは、一晩泊っていく羽目に。翌朝、リチャードの服を借りて出ようとしたところへ、当の本人がやってきたから大変。ヴィクトリアが一発お見舞いして追い返した。その勇ましいヴィクトリアの姿を見て、トディはふと妙案を思いつき…。

　それはヴィクトリアを亡命ポーランドの伯爵ヴィクター・グラジンスキーとし、ヨーロッパの女装シンガーとして売り出そうというのだ。つまり、もともと女のヴィクトリアを、「女に扮した男」に仕立てようというわけだったが・・・。

## キャスト
※括弧内は日本語吹替（初回放送1989年4月26日 TBS 深夜1時35分～3時55分 ソフト未収録）
- ビクトリア／ビクター：ジュリー・アンドリュース（武藤礼子）
- キング：ジェームズ・ガーナー（羽佐間道夫）
- トディー：ロバート・プレストン（森山周一郎）
- ノーマ・キャシディ：レスリー・アン・ウォーレン（山口奈々）
- スカッシュ：アレックス・カラス（神山卓三）
- カッセル：ジョン・リス＝デイヴィス（島香裕）
- ラビス：ピーター・アーン（池田勝）
- リチャード：マルコム・ジェイミソン（大塚芳忠）
- ウェイター：グレアム・スターク

## 受賞歴
アカデミー編曲・歌曲賞を受賞し、アカデミー賞のうち助演男優賞（ロバート・プレストン）、主演女優賞（ジュリー・アンドリュース）、助演女優賞（レスリー・アン・ウォーレン）、美術賞（ロジャー・マウス、ティム・ハッチンソン、ウィリアム・クレイグ・スミス、ハリー・コードウェル）、衣装賞、脚色賞にノミネートされた。